# Pagoda Kyauktawgyi
La pagoda Kyauktawgyi (in birmano ကျောက်တော်ကြီးဘုရား) è uno stupa situato nella città di Amarapura in Birmania. Fu costruita sul modello del Tempio di Ananda a Bagan.

## Descrizione
Caratteristici della pagoda sono i numerosi affreschi con cui sono ornati i corridoi e i soffitti interni: essi rappresentano edifici religiosi, in vari stili architettonici, fatti costruire o ristrutturare dal re Pagan Min. Essi sono collocati in varie città della Birmania, come Sagaing, Amarapura, Ava, Pakangyi, Prome e Rangoon (l'attuale Yangon). Le figure umane raffigurate, inoltre, sono rappresentate durante la loro vita quotidiana e indossano abiti e costumi tipici del periodo della Dinastia Konbaung. La pagoda è sormontata da un pyatthat a cinque livelli.